# Squatina guggenheim
Espèce
Statut de conservation UICN

 EN A2bd : En danger
Répartition géographique
Squatina guggenheim est une espèce de requins.